# Hoisești, Iași
Hoisești este un sat în comuna Dumești din județul Iași, Moldova, România.

## Obiective turistice
- Biserica Pogorârea Sf. Duh din Hoisești - ctitorită în jurul anului 1870 de boierul Vasile N. Cantacuzino (1816-1906)

## Personalități
- Haralambie Vasiliu (1880-1953) - agrochimist, academician
- Vasile N. Cantacuzino (1816-1906), boier pașoptist
- George Matei Cantacuzino (1899-1960), arhitect și eseist român [1]